# Johann Michael von Soeltl
Johann Michael von Soeltl, auch Söltl (* 19. April 1797 in Neunburg vorm Wald; † 14. April 1888 in München), war ein bayerischer Historiker, Archivar und Rhetoriker.
Soeltl war Sohn eines Tagelöhners, er studierte in Landshut und Göttingen Philosophie und Geschichte. 1835 wurde er als Gymnasialprofessor am Wilhelmsgymnasium München angestellt, war daneben aber auch Dozent an der Münchener Universität. Soeltl wurde 1848 Honorarprofessor, im Laufe des Jahres 1849 zuerst als außerordentlicher, später als Ordinarius für Geschichte der Universität München berufen.
1855 wurde er Vorstand des königlichen Hausarchivs, 1868 – nach dem Tod von Karl Maria von Aretin – des Geheimen Staatsarchivs.
Zum Anlass seines 90. Geburtstags wurde ihm die Ehrenbürgerwürde seiner Heimatstadt verliehen.
Neben historischen und popularhistorischen Schriften veröffentlichte er auch zahlreiche Werke romantischer Lyrik und Epik sowie regional-geographische Werke.
Johann Söltl starb 1888 im Alter von 91 Jahren in München.

## Grabstätte

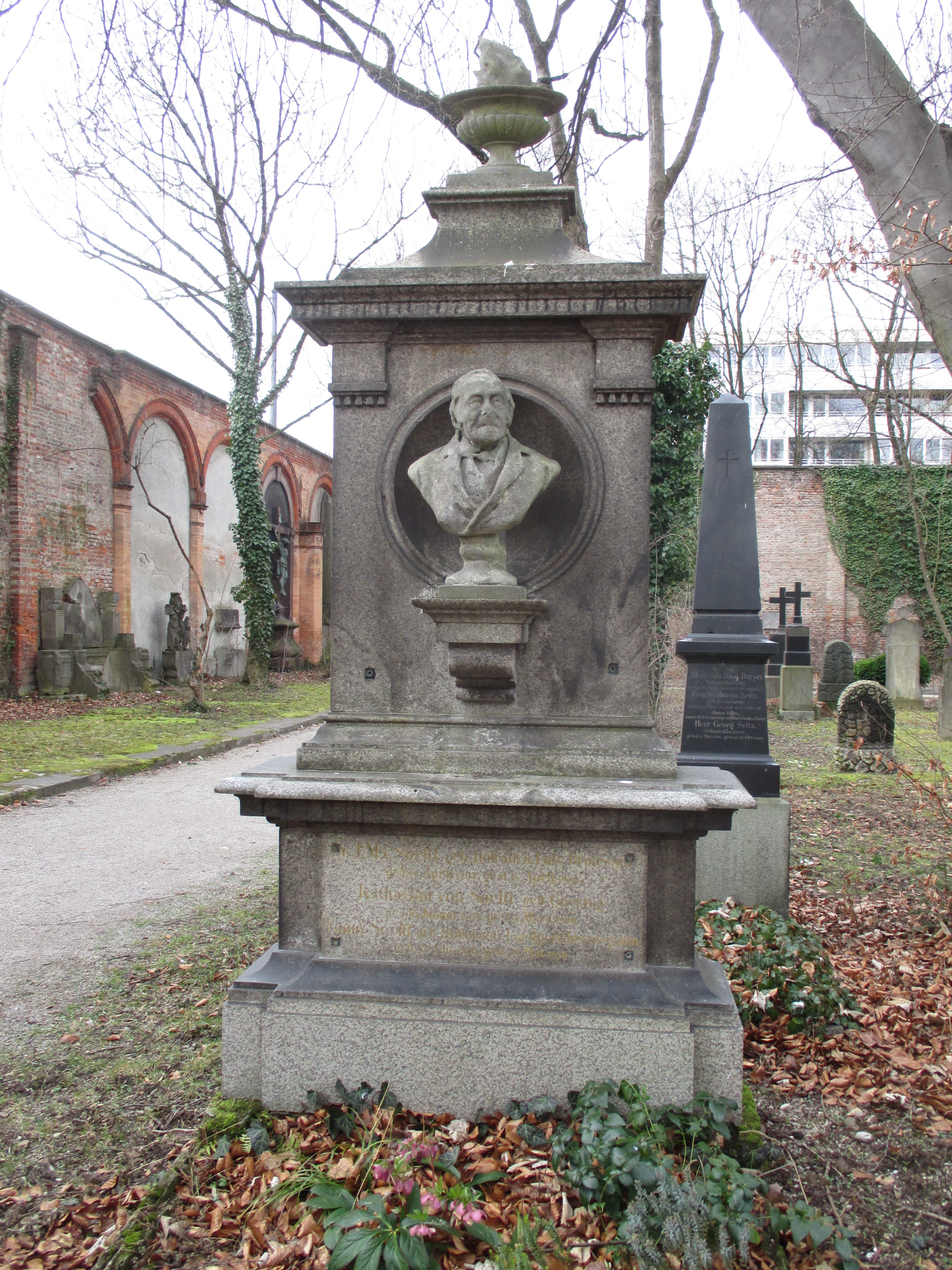
Grab von Johann Söltl auf dem Alten Südlichen Friedhof in München

Die Grabstätte von Johann Söltl befindet sich auf dem Alten Südlichen Friedhof in München (Gräberfeld 42 – Reihe 3 – Platz 1/2) Standort.

## Werke (Auswahl)
- Geistes- und Herzens-Töne, 1819 (Digitalisat der BSB)
- Heinrich der Vierte, Kaiser und König der Teutschen, 1823 (Digitalisat der BSB)
- C. Julius Caesar, 1826 (Digitalisat der BSB)
- Gustav Adolph und Maximilian – neun Gesänge, 1827 (Digitalisat der BSB)
- Der Bodensee mit seinen Umgebungen, 1828 (Digitalisat der BSB)
- Grundlage zur teutschen Geschichte Quellenforschung, 1831 (Digitalisat der BSB)
- Titus Livius in seiner Geschichte, 1832 (Digitalisat der BSB)
- München mit seinen Umgebungen – historisch, topographisch, statistisch dargestellt, 1837
- Maximilian Joseph, König von Bayern – sein Leben und Wirken, 1837 (Digitalisat der BSB)
- Geschichte Bayerns in tabellarischer Übersicht, 1842 (Digitalisat der BSB)
- Die bildende Kunst in München, 1842 (Digitalisat der BSB)
- Die frommen und milden Stiftungen der Wittelsbacher über einen großen Theil von Deutschland, 1858 (Digitalisat der BSB)
- Vorträge über Beredsamkeit, 1869 (Digitalisat der BSB)

- München mit seinen Umgebungen vorzüglich in geschichtlicher Beziehung. Mit vierzehn Bildern, 1854

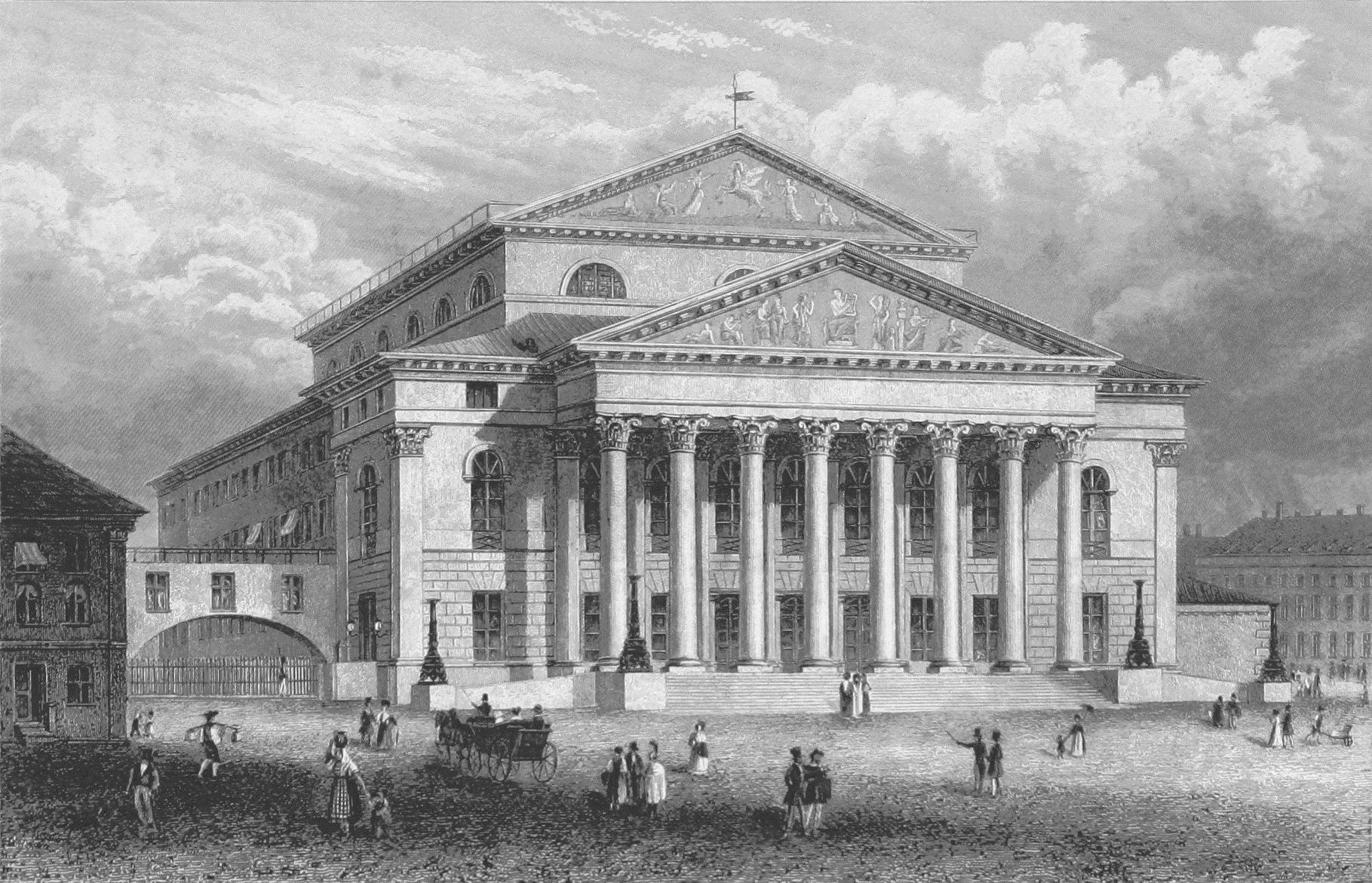
Nationaltheater in München, Zeichnung und Stich von Johann Poppel
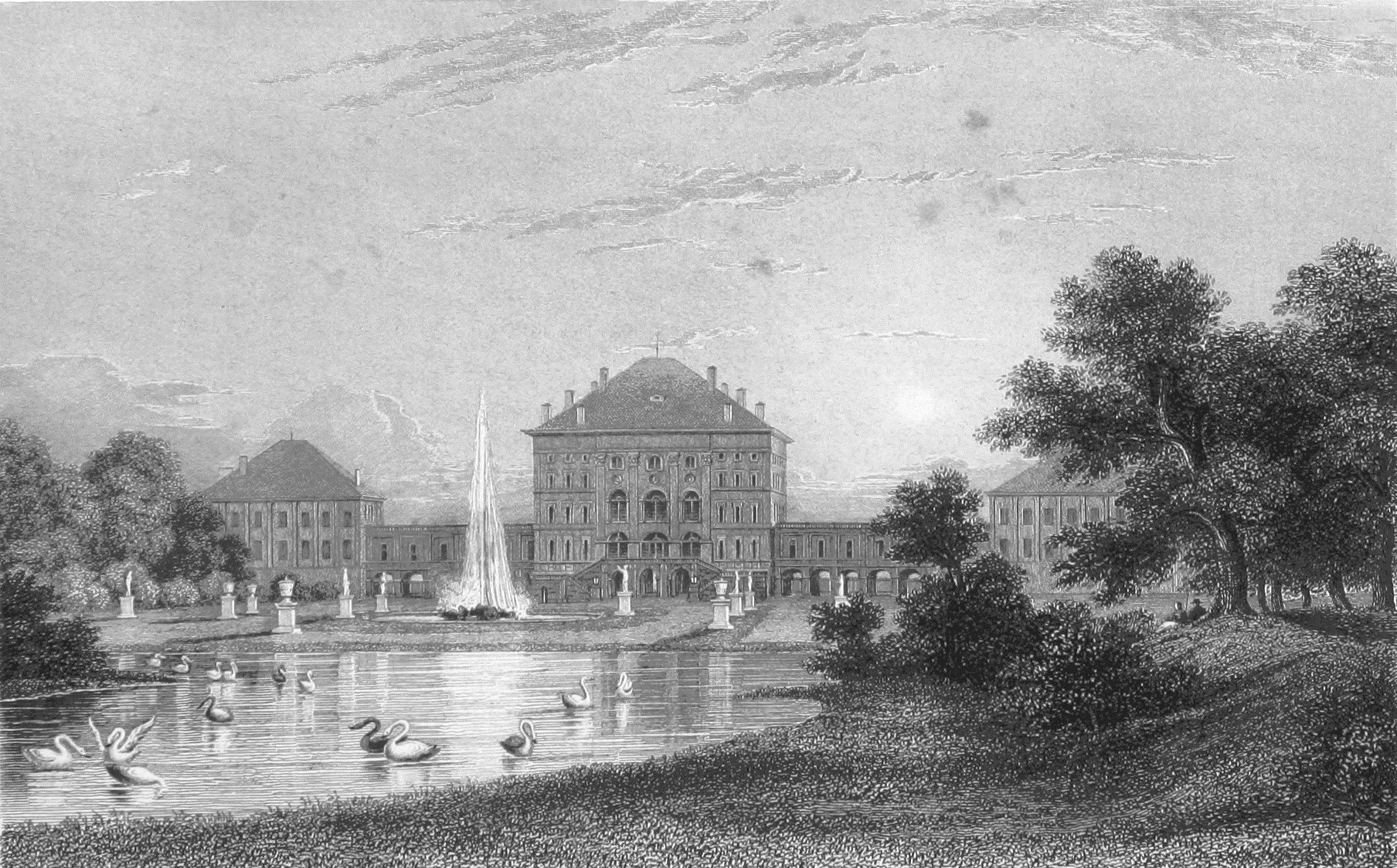
Schloss Nymphenburg in München, Zeichnung und Stich von Johann Poppel
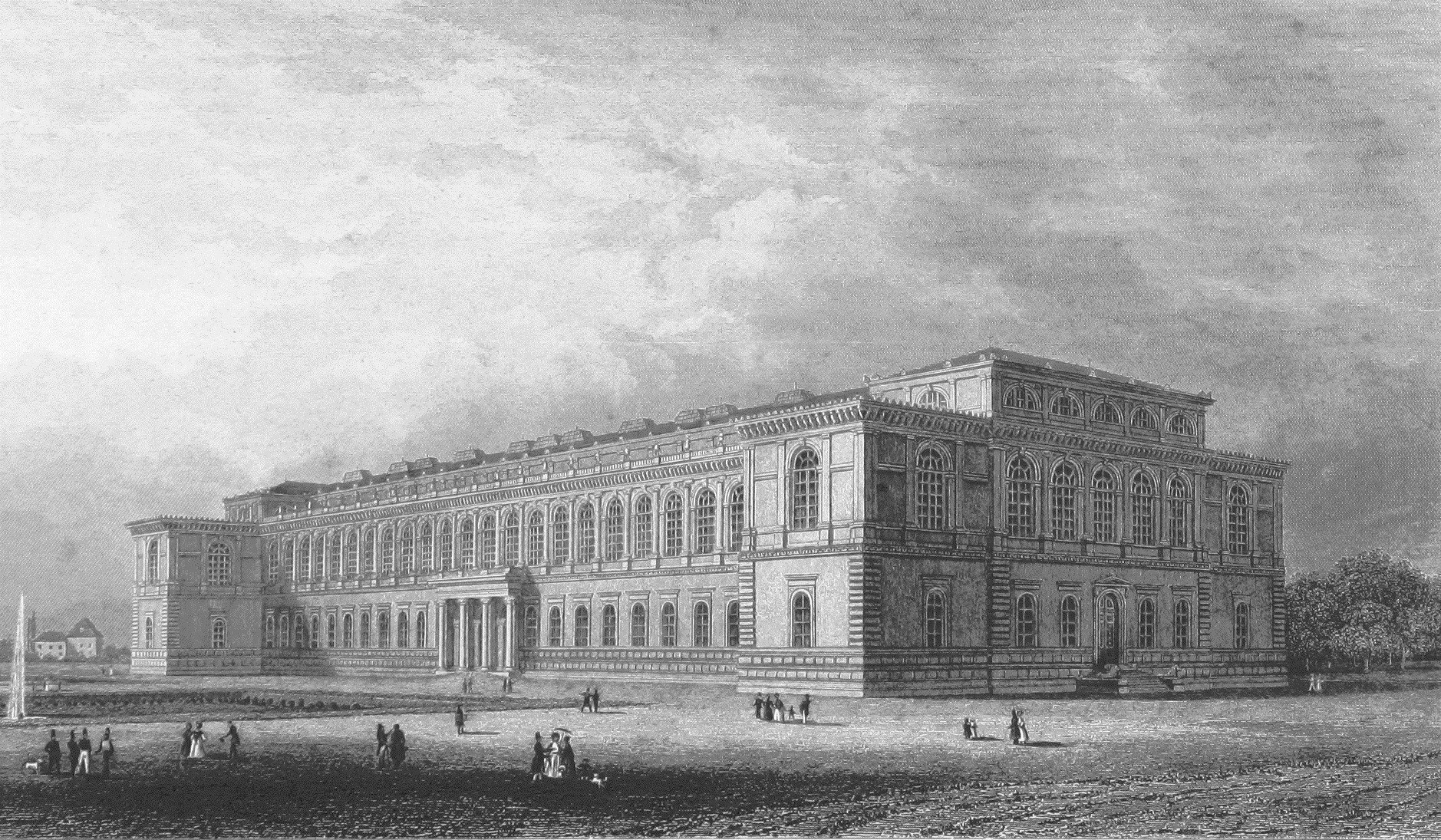
(Alte) Pinakothek in München, Zeichnung und Stich von Johann Poppel
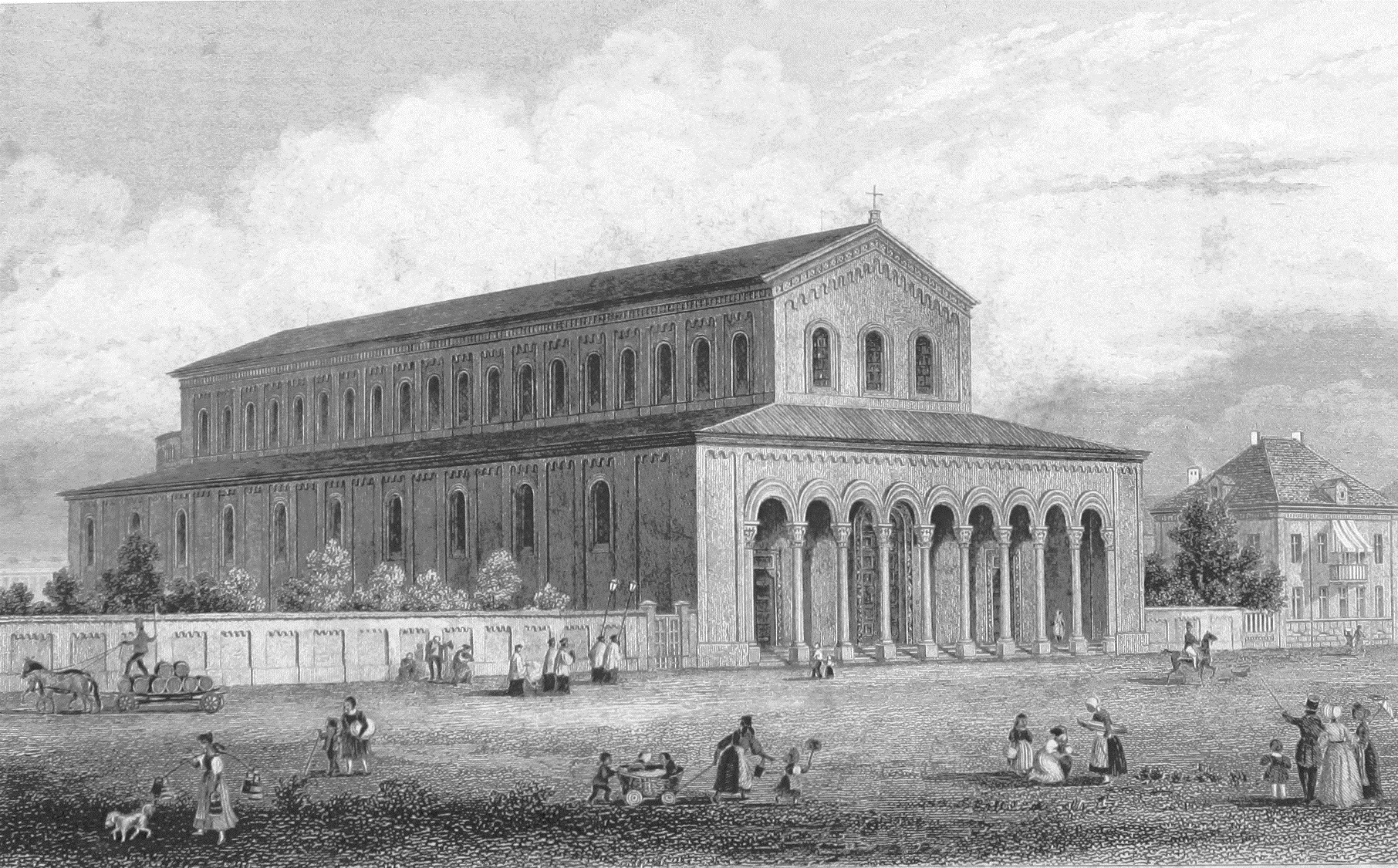
Kirche St. Bonifaz in der Karlstraße in München, Zeichnung und Stich von Johann Poppel
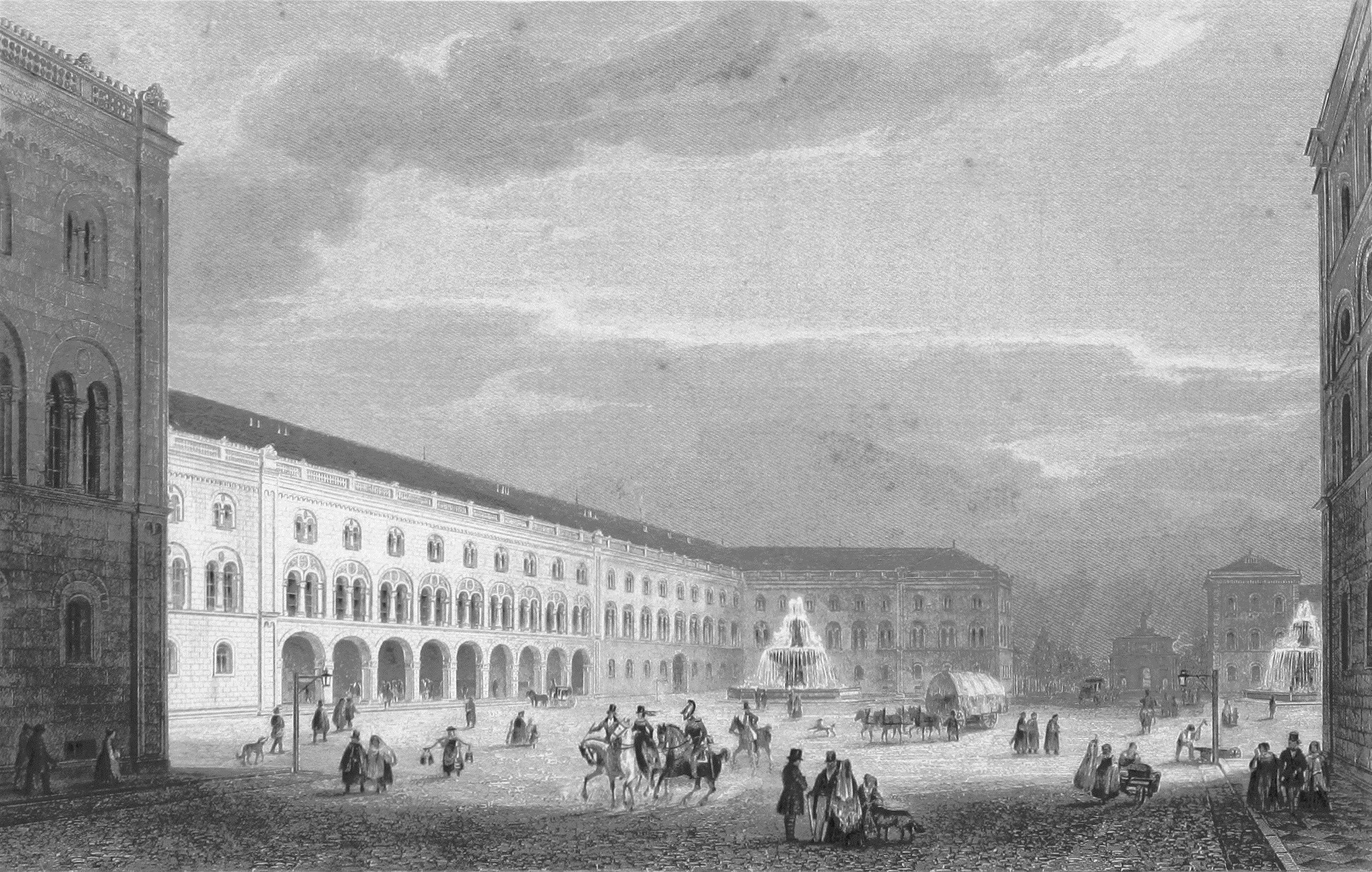
Universitätsgebäude in der Ludwigsstraße in München, Zeichnung und Stich von Johann Poppel nach einer Zeichnung von Gustav Seeberger
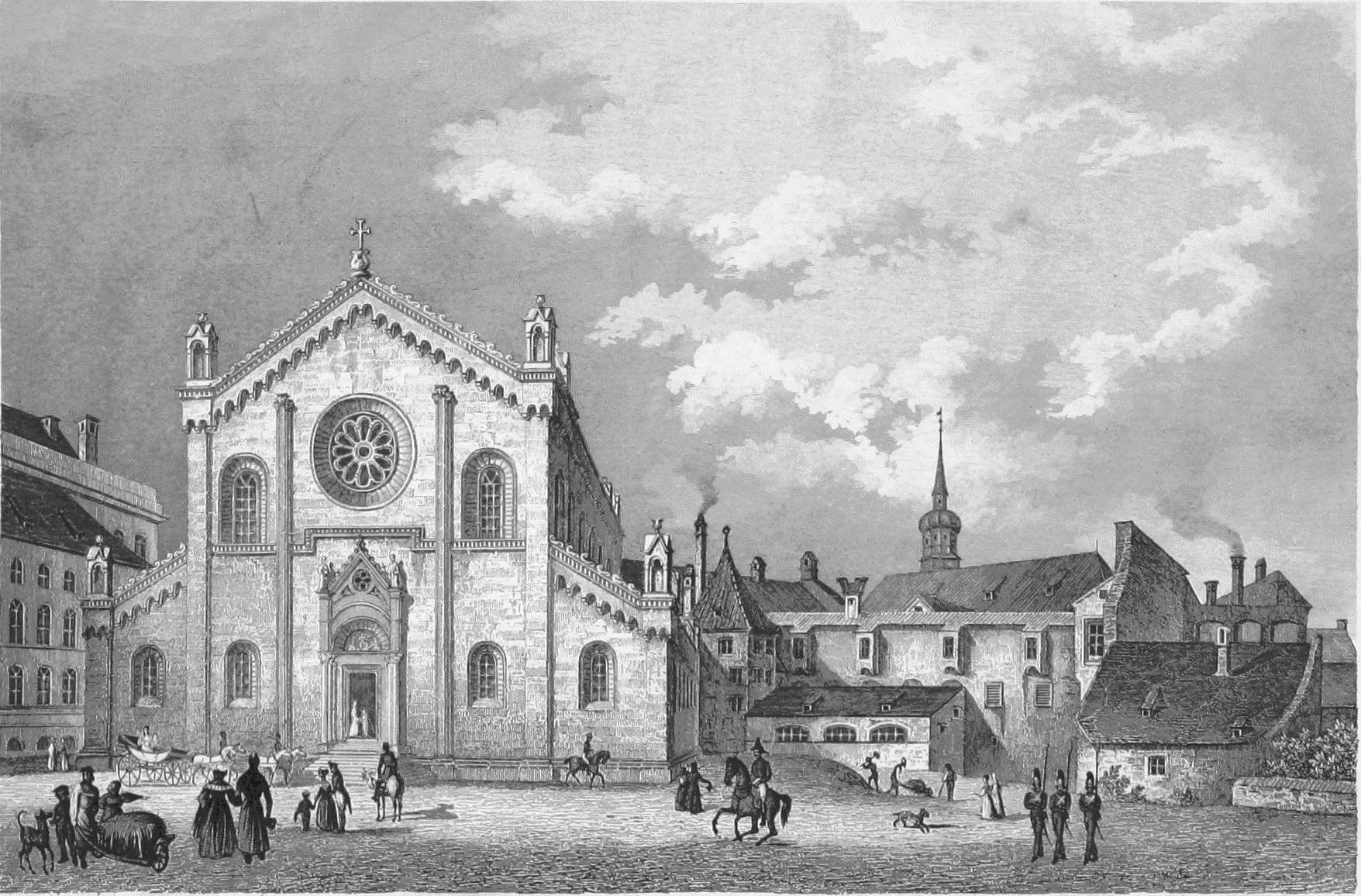
Allerheiligen-Hofkirche in München; Stahlstich von Emil Höfer nach einer Zeichnung von H. Schönfeld, 1838

## Namensgeber für Straße
Nach Johann Söltl wurde 1910 in München im Stadtteil Harlaching (Stadtbezirk 18 – Untergiesing – Harlaching) die Söltlstraße benannt. Standort.